# My Boy (Duffy)
My Boy è un singolo della cantante britannica Duffy, pubblicato il 31 gennaio 2011 come secondo estratto dal secondo album in studio Endlessly.

## Descrizione
Il brano è stato scritto e prodotto da Albert Hammond e Duffy ma non ha ottenuto i riscontri in classifica.

## Tracce
Promo - CD-Single (A&M - (UMG)
1. My Boy – 3:30